# Giovanni Michelotti (designer)
Giovanni Michelotti (Torino, 6 ottobre 1921 – Torino, 23 gennaio 1980) è stato un imprenditore e designer italiano attivo nell'industria automobilistica.

## Biografia

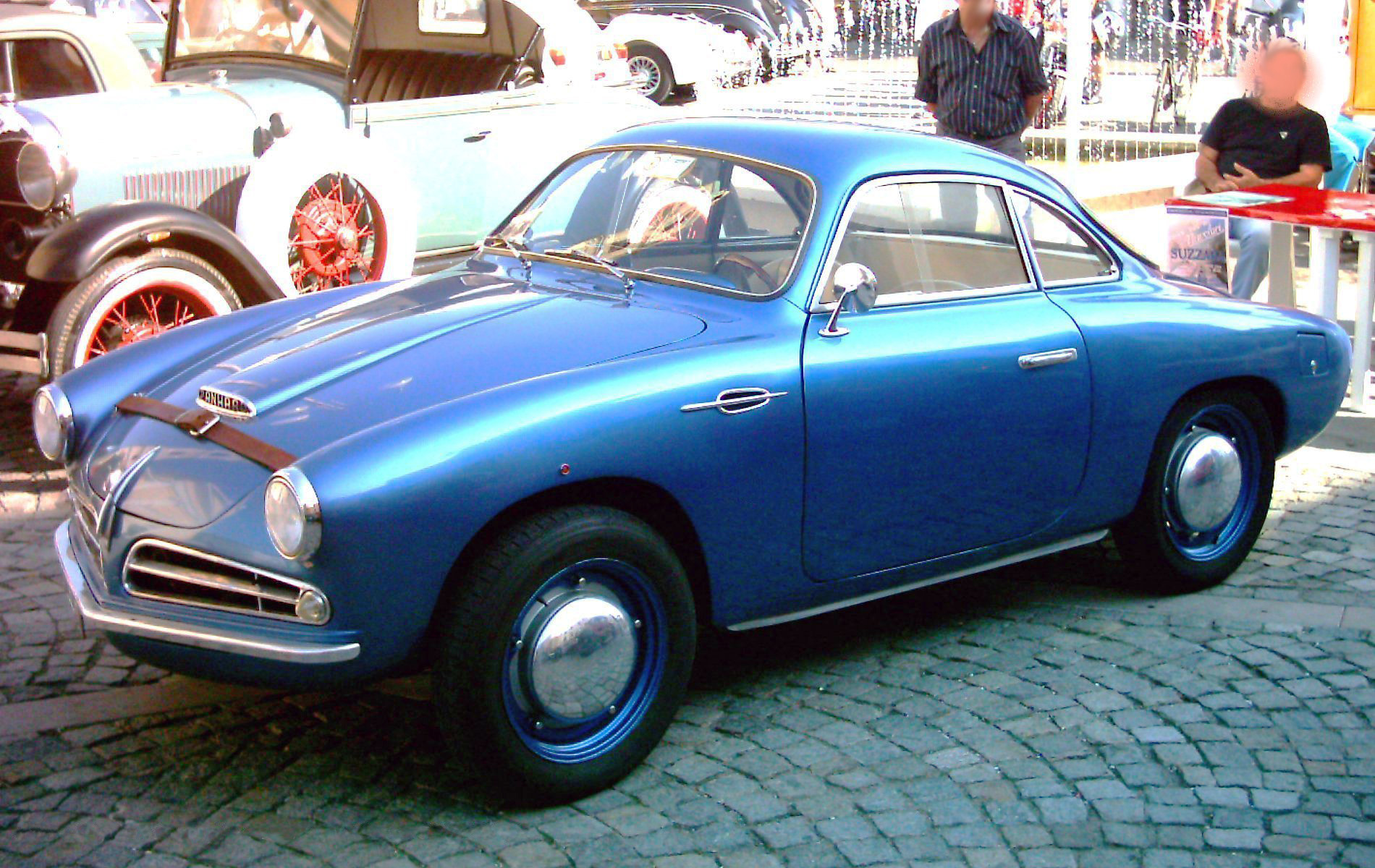
La berlinetta Panhard Dyna X86, disegnata nel 1950, il cui frontale prefigura la successiva Alpine A106

All'età di 16 anni Michelotti iniziò a lavorare agli Stabilimenti Farina come garzone. Nonostante espletasse compiti semplici, come stendere i fogli sul tecnigrafo o temperare le matite, ebbe la possibilità di osservare l'opera di importanti stilisti e, dopo il normale orario di lavoro, abbozzava alcuni schizzi che gli consentirono di farsi apprezzare. Tanto che quando il disegnatore al quale egli faceva da garzone lasciò l'azienda gli fu proposto, da Attilio Farina, figlio del titolare, di sostituirlo. La fiducia mostrò di essere ben riposta pochi giorni dopo, quando il giovane Michelotti, ancora con i calzoni corti, realizzò un disegno in scala 1:1 per l'autotelaio di una Alfa Romeo 6C 2500, ricevendo l'ammirato plauso da Mario Revelli di Beaumont, all'epoca già apprezzato designer automobilistico. 

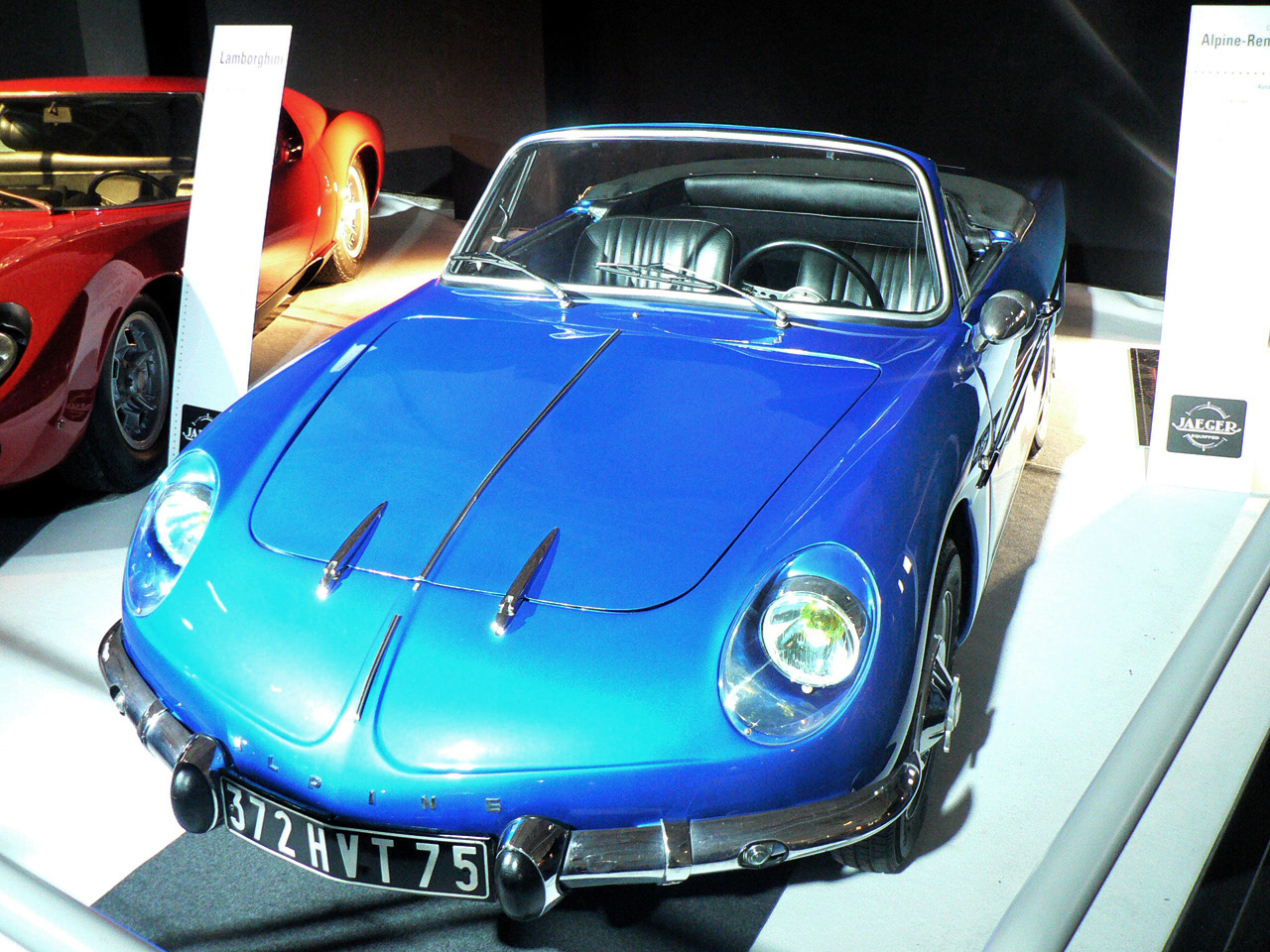
L'Alpine A108 Cabriolet, disegnata nel 1958

Durante gli anni agli Stabilimenti Farina, Michelotti aveva intuito l'importanza e la futura autonomia operativa che il ruolo dello stilista era destinato ad assumere nella produzione industriale, specie in quella automobilistica.  Fino ad allora il disegnatore di carrozzerie era un dipendente o un collaboratore artistico delle varie industrie automobilistiche, ma ancora non esisteva una figura professionale che operasse nel campo su richiesta di varia clientela. Nel 1949 Michelotti decise di "mettersi in proprio" e aprì uno studio in Via Ormea 150 a Torino per poi ingrandirsi in Corso Duca degli Abruzzi e Corso Francia 35; fu il primo studio professionale specificamente dedicato al disegno di carrozzerie automobilistiche in assoluto in Italia.
La strada imboccata da Michelotti si dimostrò azzeccata e le richieste furono numerose fin dall'inizio, così da convincerlo nel 1959 a prendere in affitto un'officina in via Levanna, sempre a Torino, allo scopo di poter realizzare carrozzerie e  maquette in scala 1:1 o comodamente lavorare sugli ingombranti mascheroni e autotelai da "vestire". Molti incarichi provenivano dai principali carrozzieri torinesi, come Vignale, Bertone, Allemano o Ghia con i quali Michelotti instaurò un particolare rapporto di collaborazione che gli consentì di ottimizzare il lavoro, riuscendo a passare dal figurino al prototipo funzionante in poche settimane.
Tale innovativo metodo fece apprezzare Michelotti ad alcuni importanti manager e rese possibili gli approcci a grandi industrie come BMW, Triumph, Hino Motors, Prince Motor Company, poi trasformatisi in lunghe e prolifiche collaborazioni. Per la casa di Monaco di Baviera disegnerà tutti i modelli del rilancio: l'Isetta BMW, la 700 del 1958, la 1500 del 1961, la 1602 del 1966, le berline 2500/2800 e la 2800 CS coupé  del 1968. Anche l'attività per la casa inglese fu proficua, includendo tutti i modelli di maggior successo della Triumph, come la Herald del 1959, la TR4/TR5 del 1961, la Spitfire del 1963, 2000/2500 del 1963, la GT6 del 1966, la Stag e tutta la generazione di berline medie 1300/1500, Toledo e Dolomite degli sessanta e settanta.

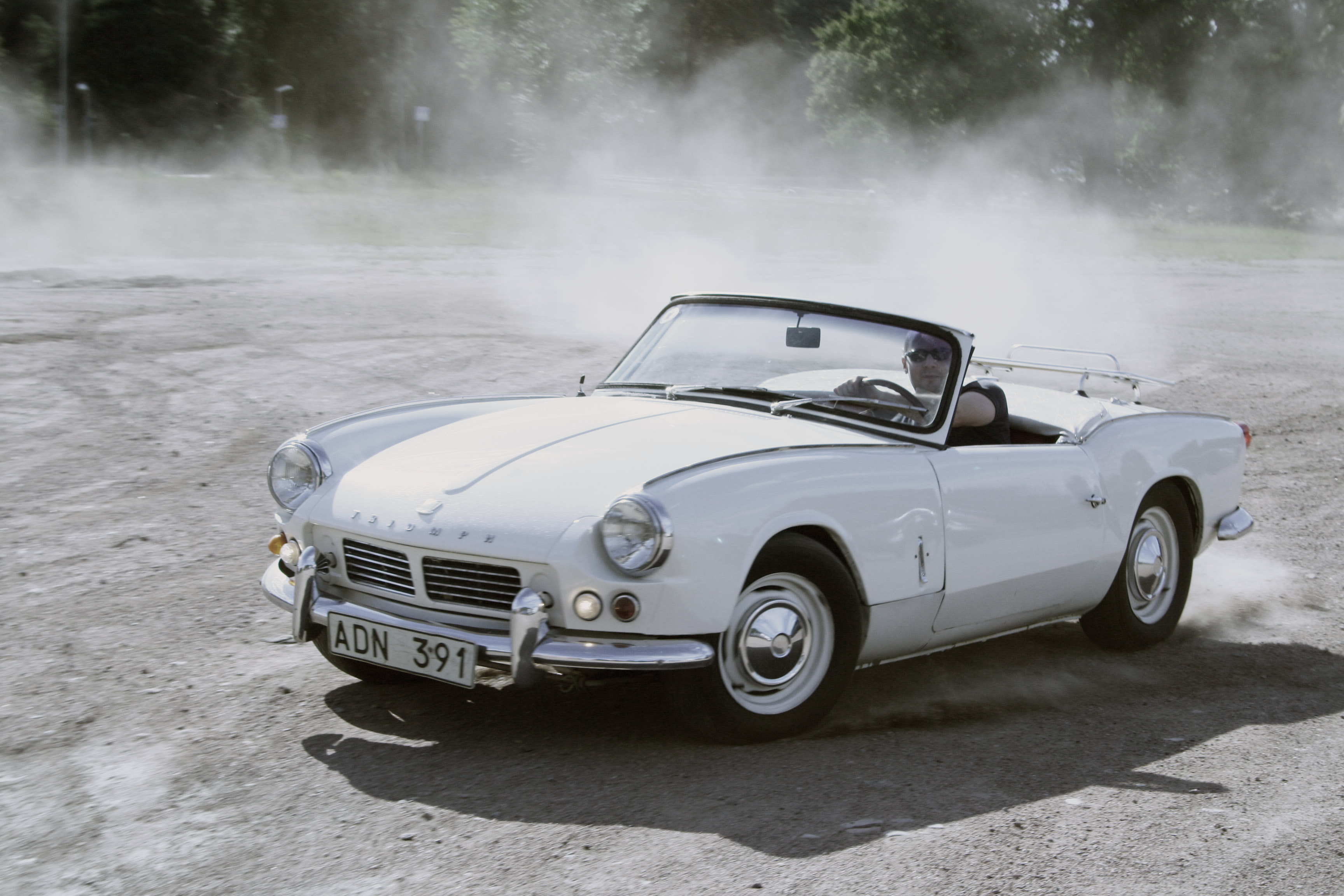
La prima versione della fortunata Triumph Spitfire

Nel 1967, in virtù dell'aumento della mole di lavoro, spostò la sede dell'azienda ad Orbassano. Nello stesso periodo disegnò autovetture per Fiat, Daf e Matra. Nel 1978 effettua una collaborazione con la rivista Quattroruote con la Every 4R su base Fiat 127 mentre l'ultimo lavoro dello stilista torinese è l'impostazione della Reliant Scimitar SS1 nel 1979.

Michelotti fu uno dei designer più eclettici e prolifici di sempre. Non aveva stilemi fissi da riproporre all'infinito ed era in grado d'adattarsi facilmente all'immagine della Casa che gli commissionava il disegno ed alle esigenze produttive. 

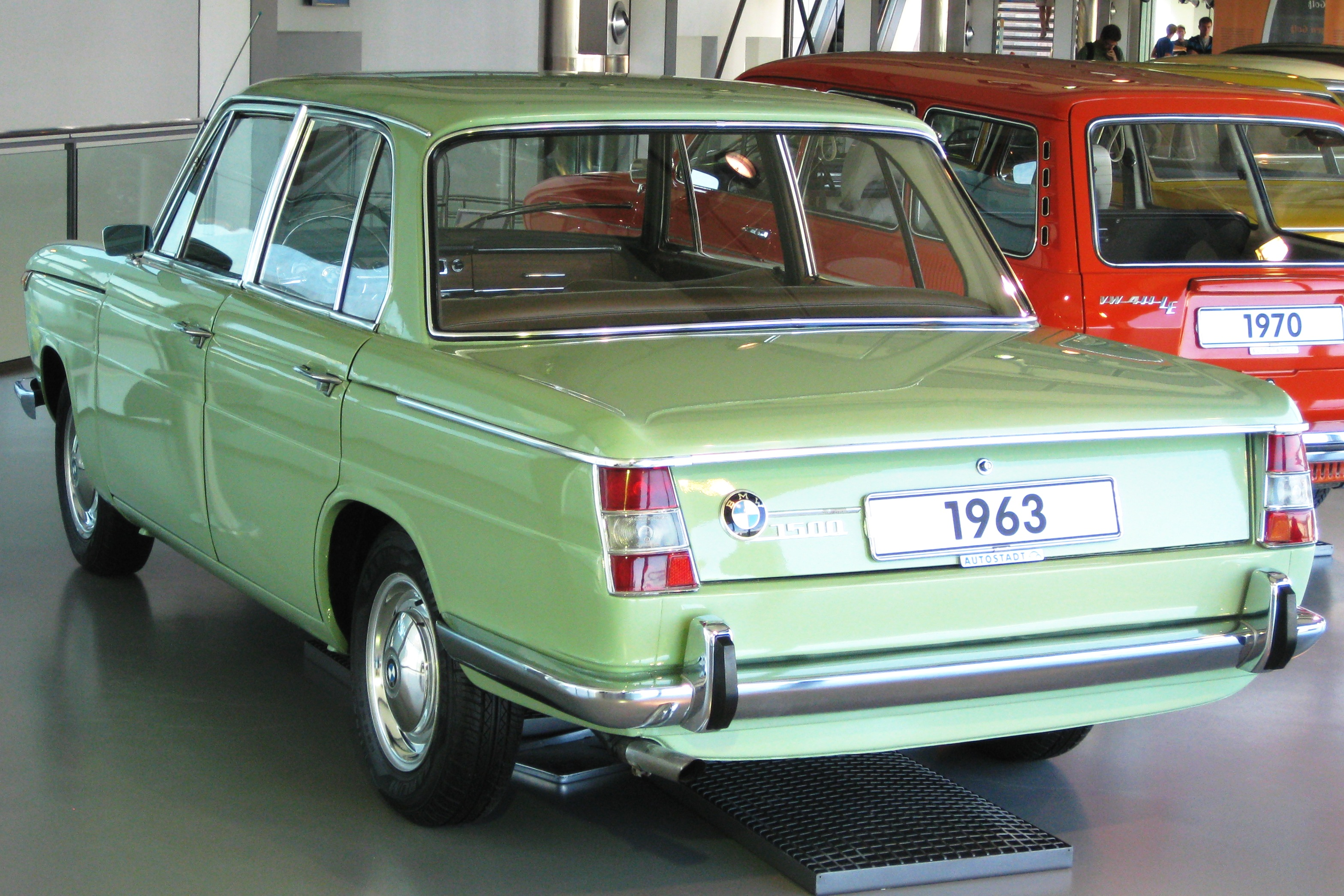
La berlina BMW 1500, disegnata nel 1962, prima di una lunga serie di vetture derivate

. Tuttavia rifiutò sempre le molte proposte fattegli per assumere la direzione dei centro stile interni di varie case automobilistiche, per potersi esprimere liberamente nei rapporti con i carrozzieri e le grandi case automobilistiche con cui collaborava.
Sul tema dell'autonomia artistica del designer, nei confronti del sistema industriale, amava sintetizzare il suo pensiero con la celebre "metafora del cammello".
(Giovanni Michelotti)
Si stima avesse disegnato circa 1200 autovetture: è tuttavia impossibile fare un computo preciso in quanto Michelotti non imponeva alle Case a cui consegnava i disegni di comunicare il suo nome, né di mettere marchi vari sulle carrozzerie.
Muore prematuramente il 23 gennaio 1980, a soli 58 anni, lasciando il figlio Edgardo a proseguire la sua attività.
È sepolto nel Cimitero monumentale di Torino.

## Principali modelli disegnati
Di seguito un elenco dei principali modelli (di serie) disegnati da Giovanni Michelotti.
- Alpine A108
- Alpine A110
- Austin Apache
- BMW 700
- BMW 1500
- BMW 2500/3300
- BMW 2800CS/3000CS
- BMW Neue Klasse
- BMW Serie 02
- DAF 44
- DAF 55
- DAF 66
- Daf 66 Marathon
- Ford Anglia Torino
- Hino Contessa 1300
- Lancia Appia Vignale Convertibile
- Lancia Flavia Vignale Convertibile
- Maserati 3500 GT spider Vignale
- Maserati 3500 GT Sebring Vignale
- Moretti 500 Coupé
- Moretti 750 TDM
- OSI 1200S
- Reliant Scimitar GTE
- Reliant Scimitar SS1
- Triumph Italia 2000 Coupé
- Triumph TR4
- Triumph TR5
- Triumph Spitfire
- Triumph GT6 MK I/MK II
- Triumph 2000/2500
- Triumph 1300/1500
- Triumph Toledo
- Triumph Herald
- Triumph 1300TC/1500TC
- Triumph Dolomite
- Triumph Stag
- Triumph Vitesse
- Triumph GT6 MK III

## Principalidream cardisegnate
- Lancia Aurelia B20 Raggio Azzurro

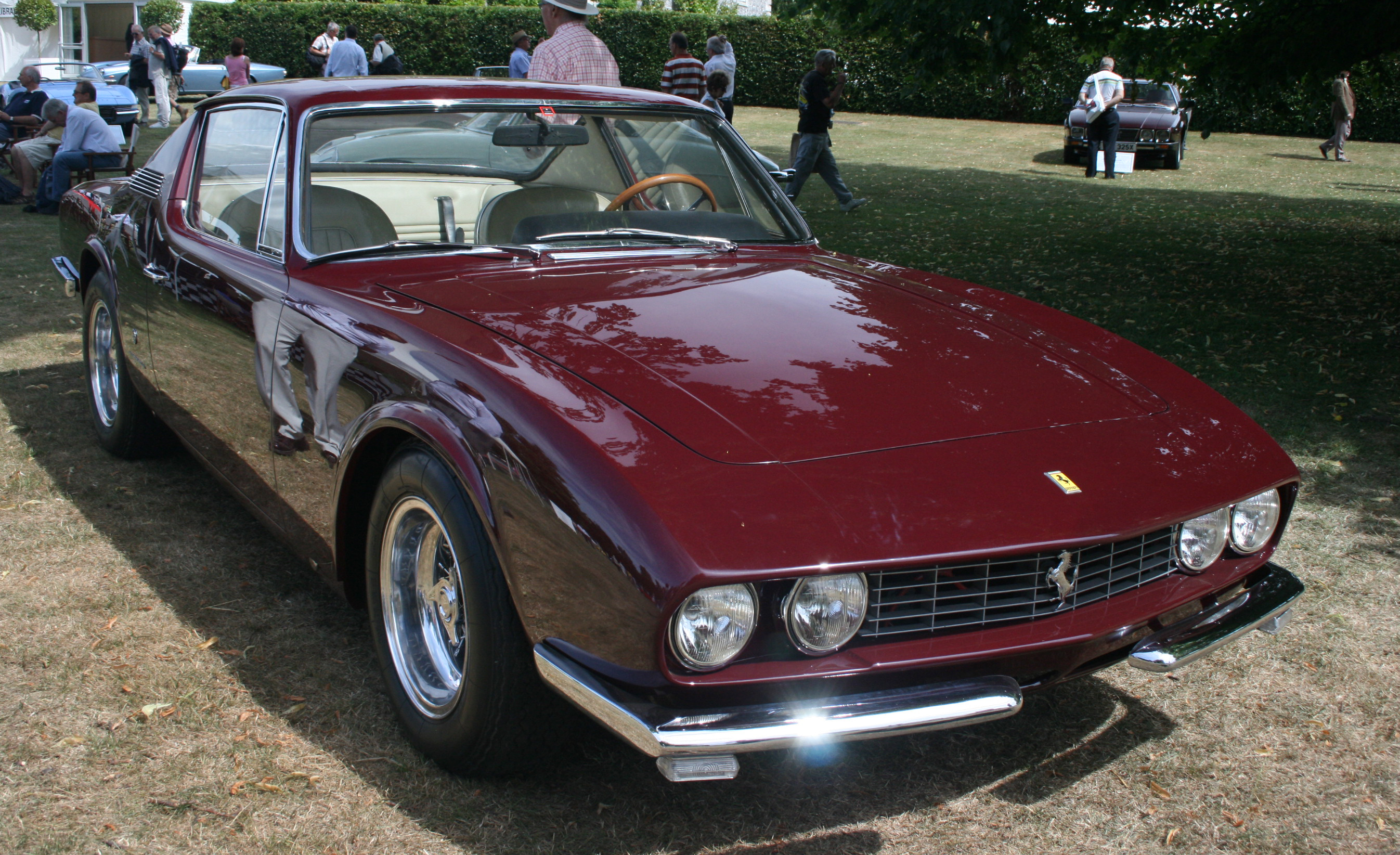
La Ferrari 330 GT coupé realizzata da Michelotti nel 1967

- Lancia Aurelia B24 Raggio Azzurro II
- Fiat 8V Vignale Demon Rouge
- Fiat 1100-103TV Monviso Stella Filante
- Nardi-Plymouth Silver Ray (1960)
- Alfa Romeo Giulietta Sprint Veloce "Goccia" (1961)
- Maserati 5000 GT 'Briggs Cunningham' (1961)
- Ferrari 212 Inter
- Ferrari 330 GT 2+2 (1965)

## Principaliconcept cardisegnate
- Ferrari 275 P2 Speciale (1968)
- Fiat 128 Pulsar (1971)
- Fiat 132 Flares
- Matra Laser
- Lancia Beta Mizar 4

- Triumph TR5 Ginevra

## Modelli da Competizione
- Triumph Conrero Le Mans. One Off. (1961)
- Jaguar D-Type. One Off. (1963)

## Curiosità
- Negli anni cinquanta, Luigi Chinetti incaricò Michelotti di progettare un esemplare unico di Ferrari 250 MM, poi carrozzata da Vignale, commissionatagli dal titolare della "Lily Ann Corporation", una grande catena statunitense di negozi d'abbigliamento femminile. La principale esigenza del cliente americano, consisteva nell'ottenere una vettura dotata di una carrozzeria originale e stilisticamente adeguata a promuovere gli affari dell'azienda. A qualche mese di distanza dall'approvazione del figurino, la Ferrari fu consegnata, insieme ad alcuni disegni realizzati da Michelotti che ambientavano la vettura in accostamento ad una elegante figura femminile, con abito in tinta ai colori della carrozzeria. Tali disegni avevano la funzione di essere riprodotti in copia ed esposti nei negozi della catena di vendita per sottolineare l'esclusività dei prodotti. Ebbero un tale successo che la "Lily Ann Corporation" replicò dal vero il modello di tailleur disegnato da Michelotti, realizzandolo in 5.000 esemplari, oltre a numerose serie di varianti derivate. Invece che una spesa consistente, l'acquisto di quella Ferrari si trasformò in un enorme guadagno.
- Benché fosse un uomo di carattere allegro e aperto Michelotti era in Patria quasi sconosciuto al grande pubblico, mentre nei Paesi del Commonwealth godeva di grande popolarità, tanto che la British Leyland, per pubblicizzare i propri modelli Austin Apache e Victoria, adottò lo slogan: «From the magic pen of Michelotti.»